# Ateret Kohanim

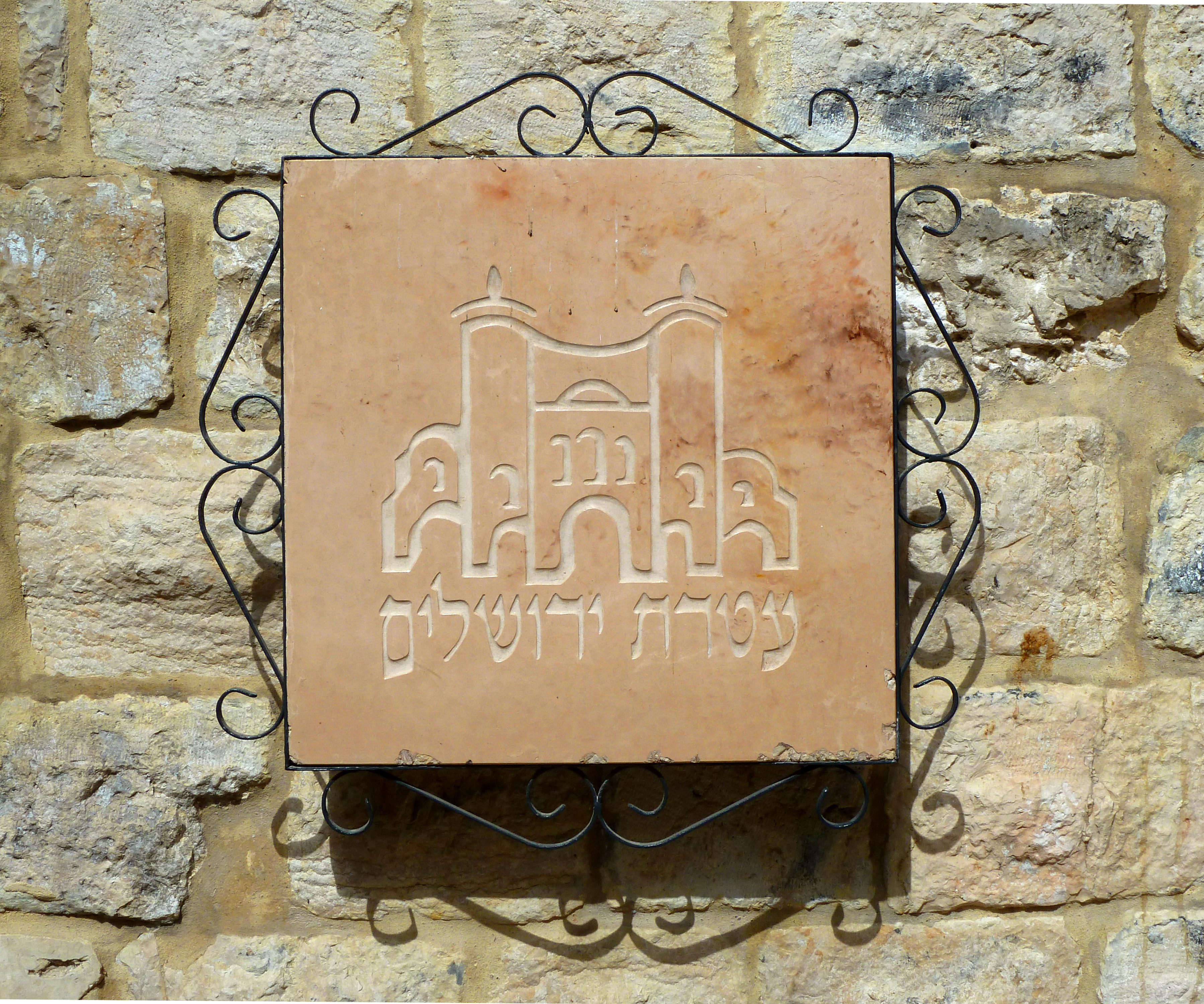
Schild der Yeschiva

Ateret Kohanim ist eine 1978 in Jerusalem gegründete religiös-zionistische Bewegung, die sich zum Ziel gesetzt hat, die jüdische Präsenz in Ostjerusalem, vor allem in der Jerusalemer Altstadt, zu erneuern und zu verstärken.
Das Oberhaupt der mit dieser Gemeinschaft verbundenen Jeschiwa ist Schlomo Aviner. Die Jeschiwa verfolgt eine religiöse-nationalistische Ausrichtung.

## Geschichte und Zielsetzung
Die Organisation konzentriert sich seit 1978 auf den Erwerb und die Rückführung ehemals jüdischer Immobilien in Ostjerusalem, vor allem in den muslimischen und christlichen Vierteln der Altstadt, die sie als „altes jüdisches Viertel“ betrachtet. Die Jeschiwa dient dabei als geistiges Zentrum, das die religiöse und ideologische Basis für die Aktivitäten von Ateret Kohanim bildet.
Der Milliardär Irving Moskowitz, der den Kauf und Abriss des Jerusalemer Shepherd-Hotel finanzierte, unterstützt sie. 2009 war er auf diese Weise an Aktionen zur Förderung jüdischer Ansprüche im Ostjerusalemer Stadtteil Scheich Dscharrahbeteiligt.

## Wichtige  Führungspersönlichkeiten

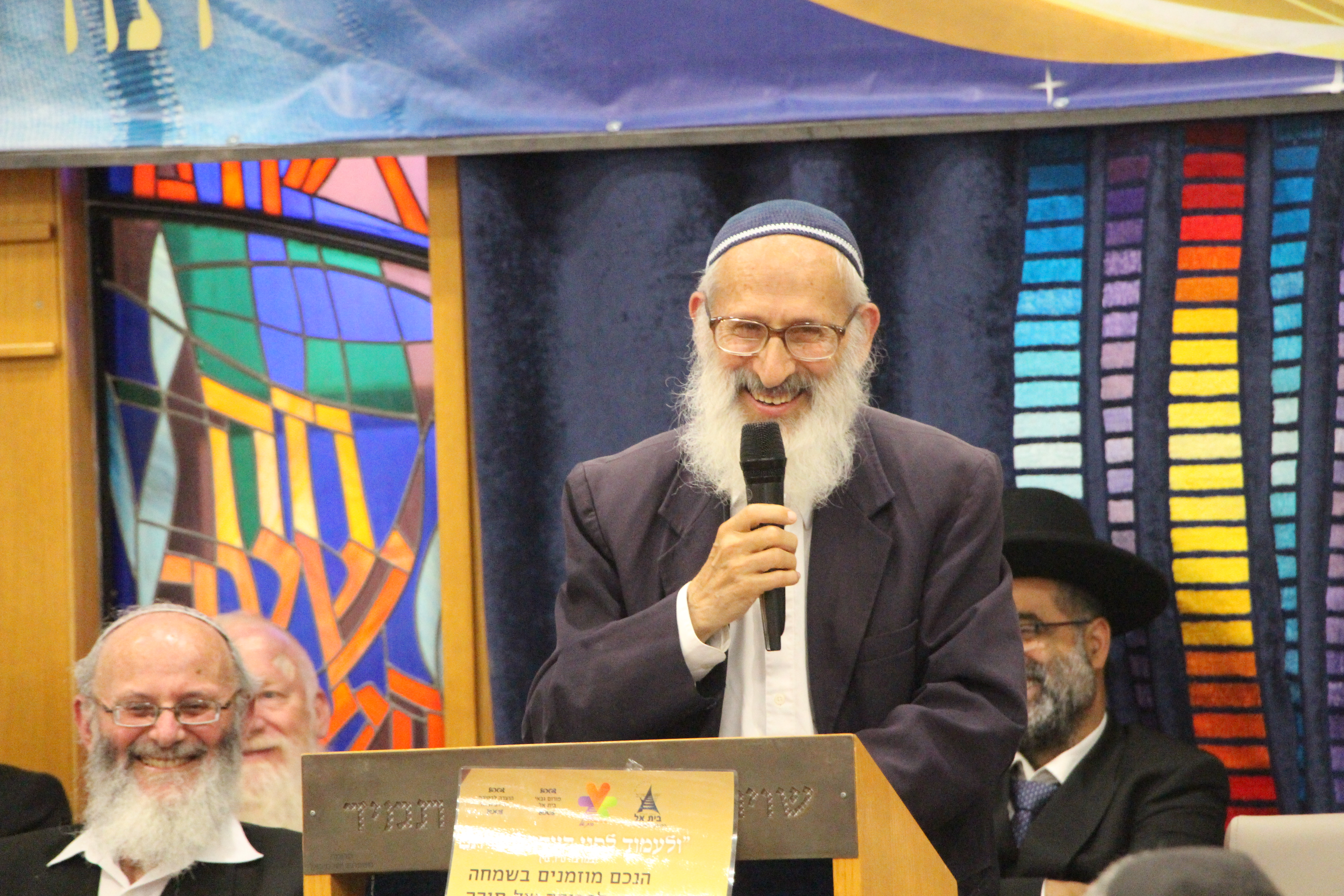
Shlomo Aviner

Das geistliche Oberhaupt der Bewegung und der Jeschiwa ist Rabbiner Schlomo Aviner, eine prominente Figur im religiös-zionistischen Spektrum. Er prägt die Ausrichtung der Jeschiwa und der Bewegung maßgeblich in ihrer starken Betonung auf Tora-Studium und religiöse Führung im Kontext der jüdischen Siedlungsbewegung in Jerusalem. Er ist ein prominenter Befürworter der Konversionstherapien für LGBT-Personen.

## Kontroversen und Kritik
Ateret Kohanim und die zugehörige Jeschiwa stehen im Z. entrum politischer und gesellschaftlicher Kontroversen. Die Organisation wird beschuldigt, durch den Erwerb von Immobilien und die Ansiedlung jüdischer Familien in überwiegend arabischen Vierteln Ostjerusalems zur Vertreibung palästinensischer Bewohner beizutragen. Diese Praxis führt zu Spannungen und Konflikten vor Ort.
Kritiker, darunter Menschenrechtsorganisationen und palästinensische Gruppen, werfen Ateret Kohanim vor, durch juristische und politische Mittel die arabische Bevölkerung zu verdrängen. Die israelische Regierung wird teilweise beschuldigt, diese Aktivitäten zu unterstützen oder nicht ausreichend zu unterbinden, was die Situation zusätzlich verschärft.